# Dodécagramme

Dodécagramme

Un dodécagramme est un polygone étoilé à 12 sommets. Sa première forme régulière est {12/5}. C'est un polygramme (en).
Tous les dodécagrammes partagent leurs sommets avec ceux d'un dodécagone {12/1}.

## Dodécagramme dans unpolyèdre étoilé

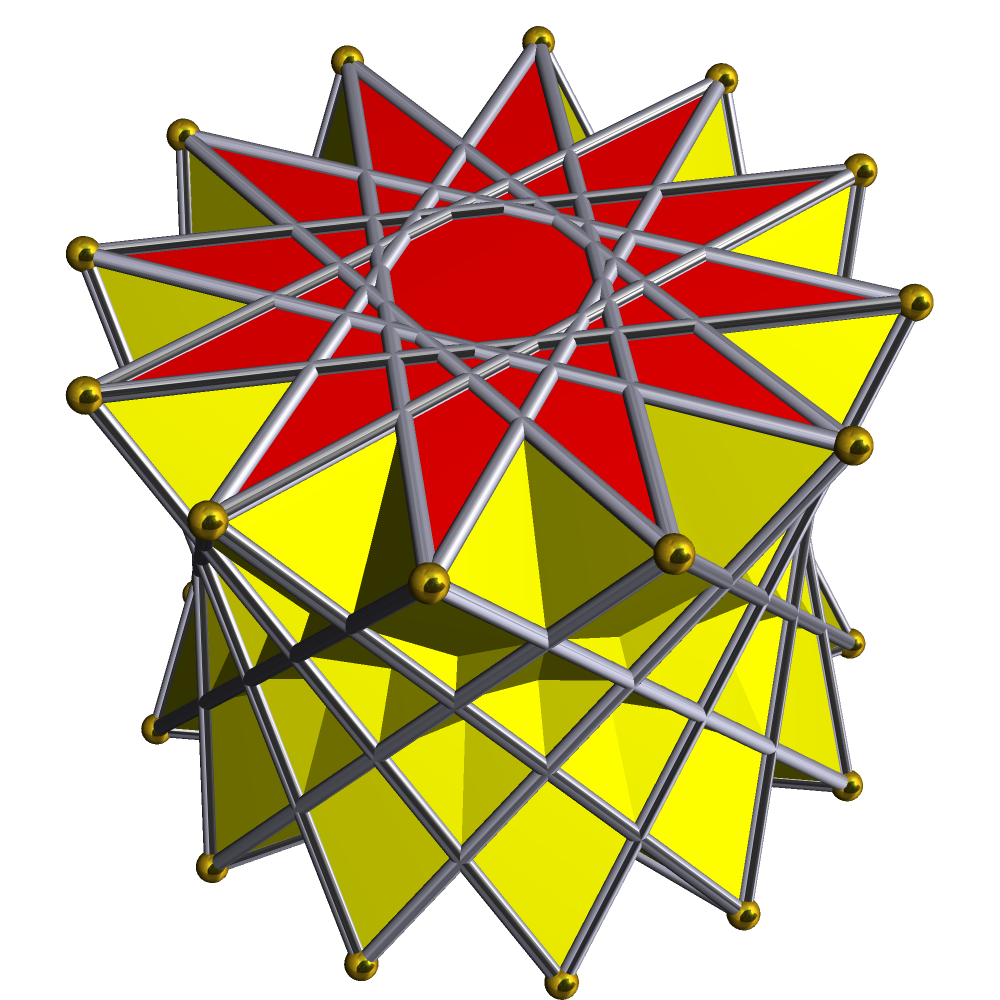
Un antiprisme étoilé dodécagrammique
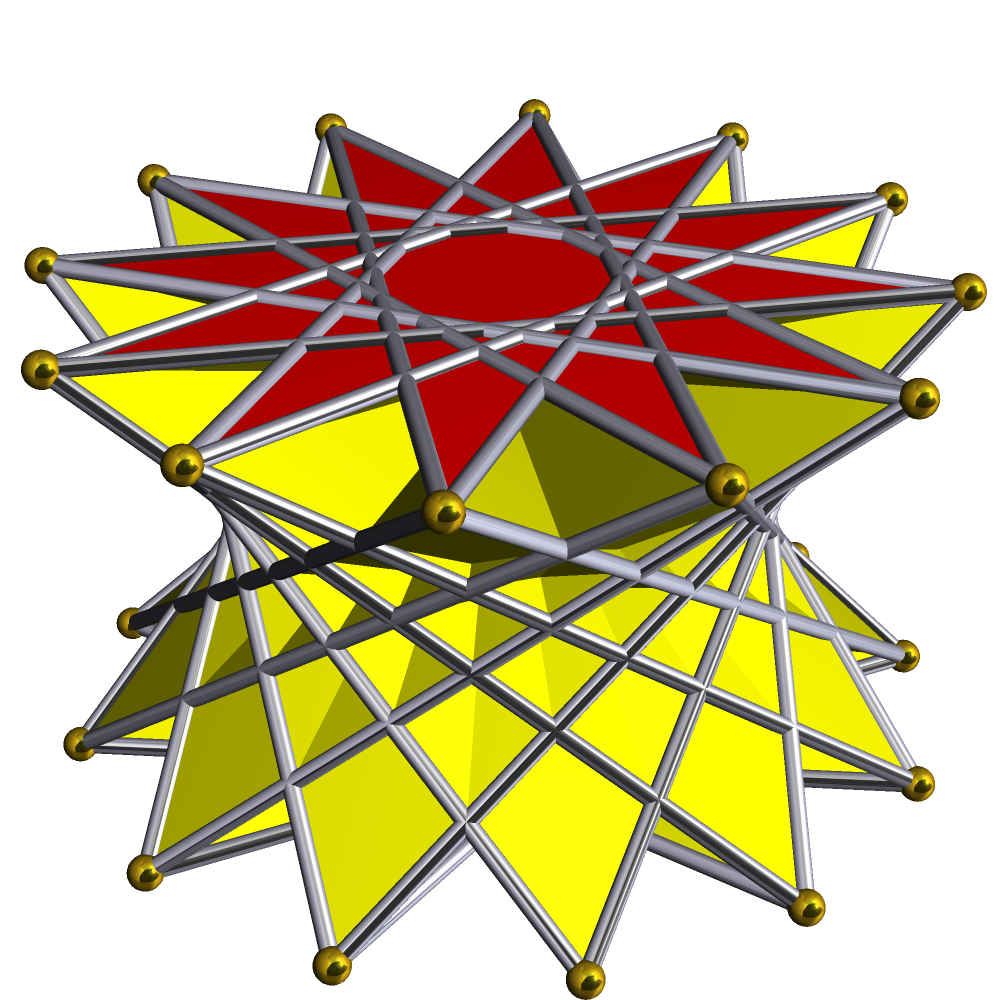
Un antiprisme étoilé croisé dodécagrammique

## Stellation
Il existe trois stellations régulières de dodécagramme, {12/2}, {12/3} et {12/4}. Le premier est composé de deux hexagones, le second de trois carrés et le dernier de quatre triangles.

{12/2}
{12/3}
{12/4}

## Graphe complet
La superposition de tous les dodécagones et dodécagrammes les uns sur les autres - y compris le dégénéré de la composition de six digones (segments), {12/6} - produit le graphe complet K12 suivant :